# 東光寺 (秋田市)
東光寺（とうこうじ）は、秋田県秋田市仁井田に所在する曹洞宗の寺院。山号は崇源山（そうげんざん）。
開基は清和源氏義光流の鼻祖・新羅三郎義光（しんらさぶろうよしみつ）。開山は天徳寺三十九世実苗義産大和尚。
寺宝に東光開山語録、新羅三郎義光の木像がある。
元禄9年（1696年）大野の撫で斬り事件で犠牲となった農民22名の位牌を安置供養している。供養碑は東光寺から西へ1.1km、雄物川の近くにある。

## 起源と歴史
- 1821年（文政4年） - 秋田藩に一宇建立を申請し、寺号「東光寺」。山号「崇源山」が許可される。
- 1826年（文政9年）- 源義光公七百回遠忌大法要が厳修される。
- 1893年（明治26年） - 仁井田村戸長・熊谷惣兵衛らの篤志により現在地に移転する
- 1974年（昭和49年）- 本堂の改築が行われる。

## 所在地
- 秋田県秋田市仁井田本町5-15-8

- 仁井田 - 地理院地図
- 東光寺 - Google マップ

## 近隣情報
- 秋田南消防署
- 秋田市立仁井田小学校
- 仁井田郵便局

## 交通アクセス
- 市内中央部から国道13号線を仁井田方面へ、中町交差点を右折し下丁へ
- 県南から国道13号線を仁井田方面にて中町交差点を左折して下丁へ